# Phillimore Island
Phillimore Island är en ö i territoriet Falklandsöarna (Storbritannien). Den ligger i den sydöstra delen av landet. Arean är 4,2 kvadratkilometer.
Terrängen på Phillimore Island är mycket platt. Öns högsta punkt är 16 meter över havet. Ön sträcker sig 2,0 kilometer i nord-sydlig riktning, och 5,4 kilometer i öst-västlig riktning. Phillimore Island består i huvudsak av gräsmarker.